# Lo Mas de Cabardés
Lo Mas de Cabardés (en francès Mas-Cabardès) és un municipi del departament de l'Aude a la regió francesa d'Occitània.